# Jean-François Pagès des Huttes
Jean-François Pagès des Huttes, denominato il cavaliere des Huttes (Vic-sur-Cère, 28 settembre 1753 – Versailles, 6 ottobre 1789), è stato un nobile e militare francese.

## Biografia

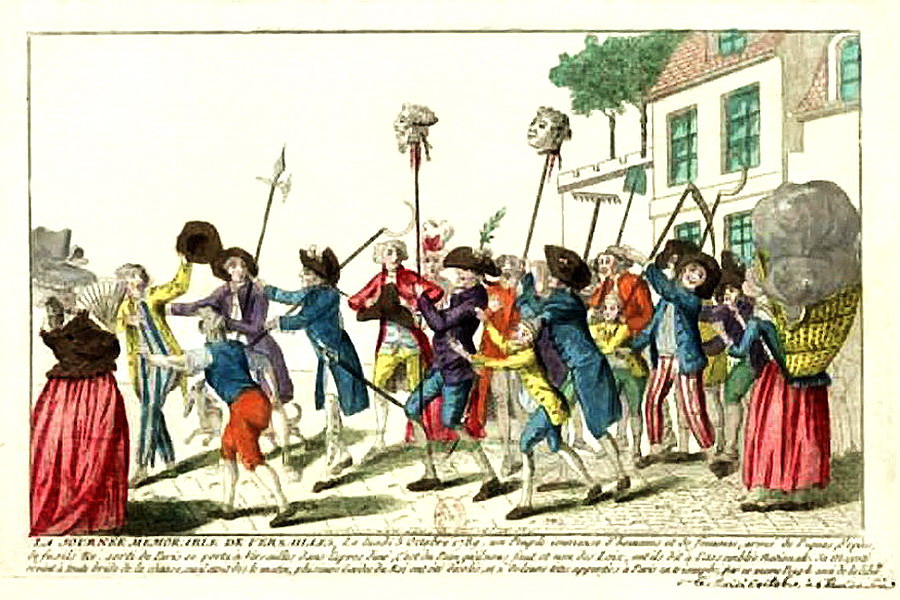
Le teste di Varicourt e Huttes portate in corteo dalla folla degli assalitori.

Jean-François Pagès des Huttes nacque a Vic-sur-Cère, nel Cantal, il 28 settembre 1753, e fu battezzato il giorno dopo. Era il terzo degli otto figli di François Pagès des Huttes (1716-1793) e di Antoinette-Marguerite de Verdier de Mandilhac.
Era signore di Neyrestang, piccolo feudo situato nella parrocchia di Jussac. Prestò servizio con i suoi tre fratelli nel reggimento delle fedelissime guardie del corpo del re Luigi XVI all'età di 22 anni.
Il 5 ottobre 1789, era di guardia a Versailles, nel cortile del castello, alla postazione della griglia. Alle 6 e un quarto del giorno dopo, si fece massacrare dalla plebaglia, insieme al suo camerata François Rouph de Varicourt, per permettere alla regina Maria Antonietta di sfuggire agli assassini.
La sua testa venne tagliata con un colpo d'ascia da Mathieu Jouve Jourdan e, con quella di Varicourt, posta su una picca dal popolo e portata in trionfo nel corteo mentre scortava la famiglia reale che ritornava a Parigi.